# 순천봉화초등학교
순천봉화초등학교는 대한민국 전라남도 순천시 조례동에 있는 공립 초등학교이다.

## 학교 연혁
- 2001년 3월 2일 순천봉화초등학교 개교(16학급)
- 2001년 3월 9일 병설유치원 개원(2학급)
- 2001년 4월 16일 개교식
- 2003년 6월 11일 금연캠페인 가두행진(본교 외 6개교 연합)
- 2010년 3월 15일 인조잔디 운동장 시설 준공(국민체육진흥공단 지원)
- 2019년3월 1일 제9대 김동언 교장 부임
- 2020년 2월 12일 제19회 53명 졸업 (총2,043명)
- 2020년 3월 1일 초등학교 12학급, 유치원 2학급 편성

## 참고 자료
- 순천봉화초등학교 - 한국교육학술정보원 학교알리미